# Rafi Lüderitz
Rafi Lüderitz (* 19. Juni 1930 in Berlin; † 30. November 1968 in Frankfurt am Main) war ein Schlagzeuger und Pianist des Swing und des Modern Jazz.
Lüderitz wurde 1946 Boogie Woogie Pianist als Autodidakt, spielte in US-amerikanischen Soldatenclubs und übersiedelte 1948 nach Frankfurt/Main. 1953 zog er nach Paris, spielte in der Band von Christian Kellens als Schlagzeuger und widmete sich fortan diesem Instrument. Als Schlagzeuger arbeitete er in Paris in der Band von Bill Coleman, zurück in Deutschland war er bei der Trad-Jazzband „Two Beat Stompers“ sowie bei Attila Zoller tätig. 1958 zog Lüderitz in die Vereinigten Staaten und spielte dort mit Kenny Burrell, Coleman Hawkins, Roy Eldridge, Horace Parlan, Houston Person, Lou Donaldson und Ted Curson. 1965 schloss er sich, wieder in Deutschland, der Band von Klaus Doldinger, dann Hans Koller an. Mit ihm nahm er in Trio-Besetzung das MPS-Album „Relax with My Horns“ (1966) auf. Im selben Jahr erschien das Orgeljazz-Album „From twen with Love“ von Ingfried Hoffmanns Band, in der Lüderitz zusammen mit Peter Trunk die Rhythmusgruppe bildete. Ebenfalls 1966 wirkte Lüderitz an den Aufnahmen zur Filmmusik des Will-Tremper-Films Playgirl mit. Unter der Leitung von Peter Thomas sind auf dem auf einer Philips-LP veröffentlichten Soundtrack auch Ingfried Hoffmann (Hammond-Orgel), Peter Trunk (Bass) und Klaus Doldinger (Saxophon) zu hören. Lüderitz war auch an Schallplatten-Aufnahmen von Emil Mangelsdorff beteiligt.